# Akcja Perkun
Akcja Perkun – akcja Armii Krajowej, która odbyła się w Warszawie w marcu 1944 roku wykonana na dyrektorze fabryki Perkun. 

## Historia
Akcja zarządzona została przez Kierownictwo Walki Podziemnej (KWP) i miała na celu zdyscyplinowanie dyrektora fabryki "Perkun" aby zaprzestał nękania swoich pracowników. Dyrektor według doniesień załogi w brutalny sposób traktował pracowników wykorzystując ciężkie warunki okupacyjne. 
Za znęcanie się nad załogą karę wykonania publicznej chłosty zasądził podziemny sąd, a wymierzona ona została przez bojową grupę KWP o nazwie "Czyn", która ujęła dyrektora fabryki, a następnie publicznie wychłostała go na Rondzie Waszyngtona, koło Parku Skaryszewskiego. Akcja odbyła się tak aby widzieli to pracownicy - w godzinach rannych w czasie kiedy robotnicy szli do pracy w fabryce. 